# Sonnjoch
Sonnjoch är ett berg i Österrike.   Det ligger i distriktet Schwaz och förbundslandet Tyrolen, i den västra delen av landet, 400 km väster om huvudstaden Wien. Toppen på Sonnjoch är 2 457 meter över havet, eller 619 meter över den omgivande terrängen. Bredden vid basen är 5,1 km.
Terrängen runt Sonnjoch är huvudsakligen bergig, men norrut är den kuperad. Närmaste större samhälle är Schwaz, 10,4 km sydost om Sonnjoch. 
Trakten runt Sonnjoch består i huvudsak av gräsmarker. Runt Sonnjoch är det ganska glesbefolkat, med 42 invånare per kvadratkilometer.